# Teen Vogue
Teen Vogue – amerykański miesięcznik o modzie, zdrowiu, stylu życia, urodzie dla nastolatek i młodych kobiet. Wersja międzynarodowego czasopisma Vogue.

## Historia
Pierwszy numer pisma ukazał się w lutym 2003 roku. 